# مقاطعة لينكن (كارولاينا الشمالية)
مقاطعة لينكن (بالإنجليزية: Lincoln County)‏ هي إحدى مقاطعات ولاية كارولاينا الشمالية في الولايات المتحدة الأمريكية. مركز المقاطعة أو مقعدها هي مدينة لينكنتون. تأسست هذه المقاطعة سنة 1779.أصل هذه المقاطعة يأتي من: مقاطعة تريون.

## أعلام
- وليام الكسندر غراهام
- ماري آنا جاكسون
- جون هوراس فورني
- جيمس جونستون
- جيمس غراهام
- نيكولاس بورتر إيرب
- دان غريم